# 1590 a tudományban
Az 1590. év a tudományban és a technikában.

## Építészet
- Giacomo Della Porta befejezi a római Szent Péter-bazilika kupolájának átépítését

## Publikációk
- José de Acosta spanyol természettudós megírja a Historia Natural y Moral de las Indias című monográfiáját az általa megismert amerikai állatfajokról
- megjelenik Thomas Harriot angol természettudós Brief and True Report of the New Found Land of Virginia című Virginia-monográfiája

## Technika
- Hollandiában kifejlesztik az első üveglencséket, melyeket a mikroszkópban és a teleszkópban használnak.
- Zacharias Janssen és apja elkészítik az első mikroszkópot Hollandiában.

## Születések
- Isaac de Caus – francia építész

## Halálozások
- január 20. - Giambattista Benedetti matematikus (* 1530).
- Ambroise Paré - a sebészet atyjának tartott francia orvos